# Josep Sánchez Llibre
Josep Sánchez Llibre (Vilasar de Mar, Barcelona, 26 de mayo de 1949) es un empresario, economista y expolítico español de ideología democristiana. Desde noviembre de 2018 es Presidente del Foment del Treball, la principal organización empresarial catalana. A su vez, es vicepresidente de la CEOE y representante de la patronal española ante las Cortes, responsabilidad, esta última, que desarrolla desde 2016.

## Biografía
Hijo de Daniel Sánchez Simón (1920-21 de diciembre de 2002), fundador de Conservas Dani, S. A. U., y Carmen Llibre Clemente (1923-24 de diciembre de 2002) y hermano mayor del también empresario Daniel Sánchez Llibre.
Es un empresario catalán, vicepresidente de Conservas Dani, que el 5 de noviembre de 2018 fue proclamado Presidente del Foment del Treball Nacional por la Asamblea Electoral de la principal organización empresarial catalana. Josep Sánchez Llibre es licenciado en Ciencias Empresariales, con un máster en Dirección y Administración de Empresas por la Escuela Superior de Administración y Dirección de Empresas (ESADE).
Dedicado durante unos años a la actividad política, fue diputado en el Parlamento de Cataluña, senador y diputado en el Congreso de los Diputados. Es autor del libro Les veritats de l'Estatut (Las verdades del Estatut), donde Sánchez Llibre relata detalladamente su experiencia personal y su contribución a la elaboración del Estatuto de Autonomía de Cataluña de 2006.
En noviembre de 2023 ingresó en la Real Academia Europea de Doctores.

## Obras
- Les veritats de l'Estatut (Las verdades del Estatut),[7] La Esfera de los Libros, Barcelona, 2006